# Хурумпауль
Хурумпауль — деревня в Берёзовском районе Ханты-Мансийского автономного округа — Югры России. Входит в состав сельского поселения Саранпауль. Население на 1 января 2008 года составляло 40 человек.
Почтовый индекс 628148, код ОКАТО 71112920002.

## Статистика населения
| Год  | Численность постоянного населения (среднегодовая) |
| ---- | ------------------------------------------------- |
| 2002 |                                                   |
| 2008 | 40                                                |
| 2010 |                                                   |
| 2011 | 9 летом, 5 зимой                                  |

## Климат
Климат резко континентальный. Зима суровая с сильными ветрами и метелями, продолжающаяся семь месяцев. Лето относительно тёплое, но быстротечное.